# Vote contingent
Le vote contingent est un système électoral utilisé pour élire un unique représentant, dans lequel un candidat a besoin d'une majorité de voix pour gagner. C'est une forme de vote préférentiel. L'électeur classe les candidats par ordre de préférence et lorsque les voix sont comptées, seuls les votes de première préférence sont comptabilisés. Si aucun candidat n'obtient la majorité (c'est-à-dire plus de la moitié des suffrages exprimés), tous les candidats sauf les deux premiers sont éliminés et les voix reçues par les candidats éliminés sont réparties entre les deux candidats restants en fonction des préférences des électeurs.
Le vote contingent peut être considéré comme une forme instantanée du scrutin à deux tours, dans lequel les deux « tours » ont lieu sans que les électeurs aient besoin de se rendre aux urnes deux fois. Toutefois, ce mode de scrutin diffère du vote à second tour instantané.
Contrairement au vote contingent, d'autres systèmes électoraux tels que le scrutin à deux tours instantanés, la méthode de Coombs et la méthode de Baldwin nécessitent plusieurs tours de dépouillement, éliminant seulement le candidat le plus faible à chaque tour.

## Usage
Une variante du vote contingent est utilisée pour élire le président du Sri Lanka depuis 1978.
Le vote supplémentaire, une variante du vote contingent, a été utilisé pour élire directement les maires et les commissaires de police et de criminalité en Angleterre avant 2022
Dans le passé, la forme habituelle du vote contingent a été utilisée pour élire l’Assemblée législative du Queensland de 1892 à 1942. À ce jour, il s’agit de la période d’utilisation continue la plus longue de ce système au monde.
Le vote contingent a été utilisé pour les primaires du parti démocrate dans l'État américain de l'Alabama de 1915 à 1931.

## Mise en œuvre

Exemple de bulletin de vote préférentiel.

Lors d'une élection tenue selon le vote contingent, les électeurs classent les candidats de leur liste par ordre de préférence. Selon la présentation la plus courante du bulletin de vote, ils placent un « 1 » à côté de leur candidat préféré, un « 2 » à côté de leur deuxième candidat favori, et ainsi de suite. Au cours de cette première étape, le déroulement du vote contingent est identique aux autres méthodes de vote préférentiel.
Il y a ensuite un maximum de deux tours de dépouillement. Au premier tour, seules les premières préférences sont comptabilisées. Les candidats qui obtiennent la majorité absolue des premières préférences (c'est-à-dire plus de la moitié) sont immédiatement déclarés vainqueurs. Toutefois, si aucun candidat n'obtient la majorité absolue, tous les candidats ayant obtenu le plus grand nombre de premières préférences sont éliminés, à l'exception des deux premiers, et il y a un deuxième tour. Au second tour, les voix des électeurs dont la première préférence a été éliminée sont transférées à celui des deux candidats restants qu'ils ont le mieux classé. Les votes sont ensuite comptés et le candidat qui obtient la majorité absolue est déclaré élu.

## Variantes
Le vote supplémentaire et le vote contingent sri-lankais sont deux variantes de mise en œuvre, dans lesquelles les électeurs ne peuvent pas classer tous les candidats mais ne sont autorisés à exprimer que deux ou trois préférences, respectivement.
Cela signifie que si les préférences marquées par un électeur n'incluent aucun des candidats qui passe au second tour, il sera alors impossible de transférer le vote, qui sera alors déclaré « wasted » ou « exhausted ».

### Vote contingent sri-lankais
Au Sri Lanka, depuis l'élection présidentielle de 1982, une variante du système électoral au vote contingent est utilisée pour élire le président du pays. Comme dans le cadre du vote contingent conventionnel, lors d'une élection tenue selon la forme sri-lankaise du vote contingent, chaque électeur classe les candidats par ordre de préférence, et si aucun candidat n'obtient la majorité absolue des votes de première préférence au premier décompte, tous les candidats sauf les deux premiers sont éliminés et leurs votes sont redistribués pour aider à déterminer un vainqueur lors d'un second tour. Cependant, alors que dans le cadre du vote contingent ordinaire les électeurs peuvent classer tous les candidats par ordre de préférence, dans le cadre du vote contingent sri-lankais, l'électeur ne peut exprimer que ses trois principales préférences. Chaque élection présidentielle directe depuis la première en 1981 a vu un candidat issu de l'un des deux principaux partis ou alliances de l'époque remporter le premier décompte des voix, de sorte qu'aucun second tour n'a jamais été organisé.

### Vote supplémentaire
| Avec deux colonnes | Avec une colonne |
| --- | --- |
| Chaque électeur classe au moins un et au plus deux candidats en plaçant un « X » dans une colonne pour indiquer son premier choix de candidat et un autre « X » dans une deuxième colonne pour indiquer son deuxième choix de candidat. | Une forme moins courante consiste à imprimer une seule colonne sur le bulletin de vote et à demander aux électeurs d'écrire « 1 » à côté de leur première préférence et « 2 » à côté de leur deuxième préférence. |

Le vote supplémentaire est une variante du vote contingent dans laquelle l'électeur classe seulement deux candidats par ordre de préférence. Si le candidat de premier choix d’un électeur est éliminé mais que son deuxième choix est l’un des deux candidats restants, son vote est transféré au candidat de deuxième choix. Cela signifie que le candidat gagnant bénéficie du soutien d’une majorité d’électeurs qui ont exprimé une préférence parmi les deux premiers, mais pas nécessairement d’une majorité des votes exprimés lors du premier décompte.
Le vote supplémentaire a été utilisé dans toutes les élections des maires élus directement en Angleterre, y compris le maire de Londres, et dans les élections des commissaires de police et de la criminalité, jusqu'en 2022, date à laquelle il a été remplacé par le scrutin majoritaire à un tour.

#### Histoire et utilisation
Au début des années 1990, la Plant Commission a été créée par le Parti travailliste britannique pour recommander un nouveau système de vote pour le Parlement du Royaume-Uni. Lorsque la Commission a présenté son rapport en 1993, au lieu de suggérer un système déjà existant, elle a recommandé le système de vote supplémentaire, qui, selon elle, n'avait jamais été utilisé nulle part. En réalité, le vote contingent avec déjà été utilisé en Australie dès 1892.
Bien que certains commentateurs attribuent l'invention du vote supplémentaire au chef de la commission, Raymond Plant et d'autres estiment qu'il s'agit d'une idée originale d'un député travailliste de l'époque, Dale Campbell-Savours, et de l'universitaire Patrick Dunleavy, qui l'ont décrit et défendu dans un article pour le magazine New Statesman publié le 29 septembre 1989.
En 2000, plusieurs districts en Angleterre ont mise en place à scrutin direct pour élire leur maire. Il a alors été décidé d'utiliser le vote supplémentaire pour l'élection de ces nouveaux maires, y compris le maire de Londres, et pour l'élection des commissaires de police et de la criminalité dans une grande partie de l'Angleterre et du Pays de Galles. Le vote supplémentaire a été utilisé pour ces postes de 2000 à 2022.
Lors des élections londoniennes de 2021, un record de 5 % des bulletins de vote ont été entièrement rejetés et aucun candidat n'a obtenu la majorité des voix. Le gouvernement a réagi en mettant fin à l’utilisation du vote supplémentaire en 2022, invoquant la confusion des électeurs face à un système complexe. Cependant, les critiques, y compris les partis travailliste et vert, ont fait valoir que les votes perdus étaient dus à la disposition des bulletins de vote et que le changement visait à avantager les candidats du Parti conservateur,,. Ils ont également affirmé que le vote supplémentaire était efficace pour accroître la participation multipartite et qu’il était populaire auprès des électeurs.

#### Impacts sur les partis et les candidats
Le vote supplémentaire est censé encourager les candidats à rechercher un soutien au-delà de leur base principale de partisans afin de s'assurer les deuxièmes préférences des partisans d'autres candidats, et ainsi créer un style de campagne plus conciliant entre les candidats ayant des programmes politiques similaires. Le vote supplémentaire est également susceptible d'améliorer les chances des candidats d'un « troisième parti » en encourageant les électeurs qui le souhaitent à voter sincèrement pour ces candidats pour lesquels, dans des systèmes tels que le scrutin uninominal à un tour, ils seraient découragés de chosir pour des raisons tactiques
Ces effets positifs sont modérés par les incitations que le vote supplémentaire crée à voter, dans certaines circonstances, uniquement pour des candidats parmi les trois premiers.
Les politologues Colin Rallings et Michael Thrasher ont relevé deux défauts du vote supplémentaire :
- Premièrement, étant donné que le vote supplémentaire ne nécessite pas de second tour deux semaines plus tard - comme c'est souvent le cas, par exemple, pour l'élection du président de la République française - les électeurs expriment leurs deuxièmes préférences sans savoir avec certitude quels candidats participeront au second tour. Par conséquent, certaines secondes préférences seront déclarées invalides car elles ne portent que des préférences marquées pour des candidats éliminés.
- Deuxièmement, il est possible que le vainqueur ne parvienne pas à obtenir la majorité absolue au total, car il n’est pas obligatoire pour un électeur d’exprimer une deuxième préférence, et même lorsqu’une deuxième préférence est marquée, le vote sera inefficace s’il est exprimé en faveur d’un candidat qui n’est pas parmi les deux premiers, lorsque la première préférence est également marquée en faveur d’un candidat qui n’est pas qualifié pour le second tour.

## Systèmes similaires

### Système à deux tours
Dans le cadre du scrutin majoritaire à deux tours, les électeurs votent pour un seul candidat, plutôt que de classer les candidats par ordre de préférence. Comme dans le cas du vote contingent, si aucun candidat n’obtient la majorité absolue au premier tour, tous les candidats sauf les deux premiers sont éliminés et il y a un second tour. Cependant, dans le système à deux tours, les électeurs sont invités à revenir voter une deuxième fois. En raison des similitudes entre eux, on peut généralement s’attendre à ce que le vote contingent et le système à deux tours élisent le même vainqueur. Toutefois, dans le système à deux tours, l'électeur est autorisé à changer d'avis d'un tour à l'autre, même si son candidat favori au premier tour n'a pas été éliminé. Cela garantit également que chaque électeur a la possibilité d’exprimer une préférence entre les deux favoris, contrairement aux variantes du vote contingent. La participation électorale pourrait également être plus élevée lors du second tour.

### Primaire générale non partisane
La primaire générale non partisane est une variante du scrutin à deux tours, en cela que le premier tour ne désigne pas de vainqueur, mais désigne plutôt les deux candidats les mieux classés qui concourront à l'élection générale. Étant donné que le premier tour ne désigne pas de vainqueur, la participation électorale sera généralement plus élevée lors du deuxième tour.
Le vote contingent choisira généralement le même vainqueur qu'une primaire générale, sauf qu'un nombre inférieur d'électeurs au tour primaire peut conduire à deux premiers candidats différents de ceux qui auraient pu être sélectionnés si l'ensemble de l'électorat avait voté aux deux tours..

### Vote à second tour instantané
Comme indiqué ci-dessus, le vote à second tour instantané (ou vote alternatif) diffère du vote contingent car il permet plusieurs tours plutôt que deux seulement. Dans le cadre du vote alternatif, seuls les candidats pour lesquels il est mathématiquement impossible de gagner sont éliminés après chaque tour, et il se produit autant de tours que nécessaire pour donner à un candidat la majorité absolue. Ces différences signifient que le vote contingent et le vote alternatif peuvent produire des résultats différents. Étant donné que, dans le cadre du vote contingent, tous les candidats sauf deux sont éliminés au premier tour, il est possible qu’un candidat soit éliminé alors qu’il aurait gagné s’il avait été autorisé à recevoir des transferts lors des tours ultérieurs.

## Remarques
- (en) Cet article est partiellement ou en totalité issu de l’article de Wikipédia en anglais intitulé « Contingent vote » (voir la liste des auteurs).

1. ↑  Cette forme a été utilisée pour élire le maire de Newham lors des élections de 2006.